# 海魂
海魂是2011年上映的一部中國大陸電視劇，其國家廣播電影電視總局發行許可證編號为:（瀘）劇審字（2011）第023號。

## 角色列表

### 主要角色
| 角色   | 演員   | 簡介                                       |
| 高盛中 | 于波   |                                            |
| 沙淩雲 | 朱傑   | 進步報紙記者，沙虎嘯的妹妹，喜歡高盛中     |
| 郭文展 | 林江國 | 喜歡沙淩雲                                 |
| 劉松花 | 呂夏   |                                            |
| 沙虎嘯 | 馬光澤 | 兩朝海軍元老沙遠山將軍的孫兒，沙淩雲的哥哥 |
| 老鬼   | 鍾衛華 |                                            |